# Franz-Josef Steininger
Franz-Josef „Pino“ Steininger (* 9. Juli 1960 in Duisburg) ist ein ehemaliger deutscher Fußballspieler.

## Karriere

### Vereine
Der aus dem Duisburger Stadtteil Neumühl stammende Steininger begann das Fußballspielen im benachbarten Oberhausener Stadtteil Buschhausen beim dort ansässigen TuS Buschhausen und setzte es im Verlauf beim SC Buschhausen fort.
Über die Jugendmannschaften von Hamborn 07 und des MSV Duisburg kehrte er – dem Jugendalter entwachsen – zur Saison 1978/79 zu Hamborn 07 zurück und kam für dessen Seniorenmannschaft in der seinerzeit viertklassigen Verbandsliga Niederrhein zum Einsatz. Zur Saison 1979/80 wurde er vom Bundesligisten MSV Duisburg verpflichtet, spielte jedoch erst von 1980 bis 1982 in der Bundesliga und anschließend – bis 1986 – in der 2. Bundesliga, wie auch später von 1989 bis 1991 und in der Saison 1992/93. Die Saison 1991/92 und 1993 bis 1995 war er mit seinen Duisburgern erneut in der Bundesliga vertreten. 1986/87 für die SG Union Solingen und von 1987 bis 1989 für den 1. FC Saarbrücken spielte er zwischenzeitlich für diese beiden Zweitligisten. Seine Spielerkarriere ließ er vorerst in der Saison 1995/96 beim MSV Duisburg II in der Verbandsliga Niederrhein ausklingen, bevor er für diese nochmals in der Saison 1999/2000 in 29 Punktspielen in der Oberliga Nordrhein zum Einsatz gekommen ist. Steiniger bestritt 129 Erstligaspiele (8 Tore), 338 Zweitligaspiele (33 Tore) sowie 32 DFB-Pokalspiele (7 Tore).

### Nationalmannschaft
Sein einziges Länderspiel bestritt er am 23. Mai 1981 für die U21-Nationalmannschaft, die in Lempäälä das dritte Qualifikationsspiel der Gruppe 1 für die Europameisterschaft 1982 mit 2:1 gegen die U21-Nationalmannschaft Finnlands gewann; dabei wurde er in der 74. Minute für Rudi Völler eingewechselt.

## Erfolge
- Aufstieg in die Bundesliga 1991 und 1993 (mit dem MSV Duisburg)
- Deutscher A-Juniorenmeister 1978 (mit dem MSV Duisburg)

## Sonstiges
- Nach seiner aktiven Karriere führte Franz-Josef Steininger einen Imbissstand in Duisburg.
- Von 2009 bis 2011 trainierte er den Bezirksligisten VfB Lohberg, nachdem er zuvor auch den seinerzeitigen Bezirksligisten Hertha Hamborn trainiert hatte.